# Flávia Oliveira
Flávia Oliveira da Fraga (Rio de Janeiro, 2 de agosto de 1969) é uma jornalista brasileira.

## Biografia

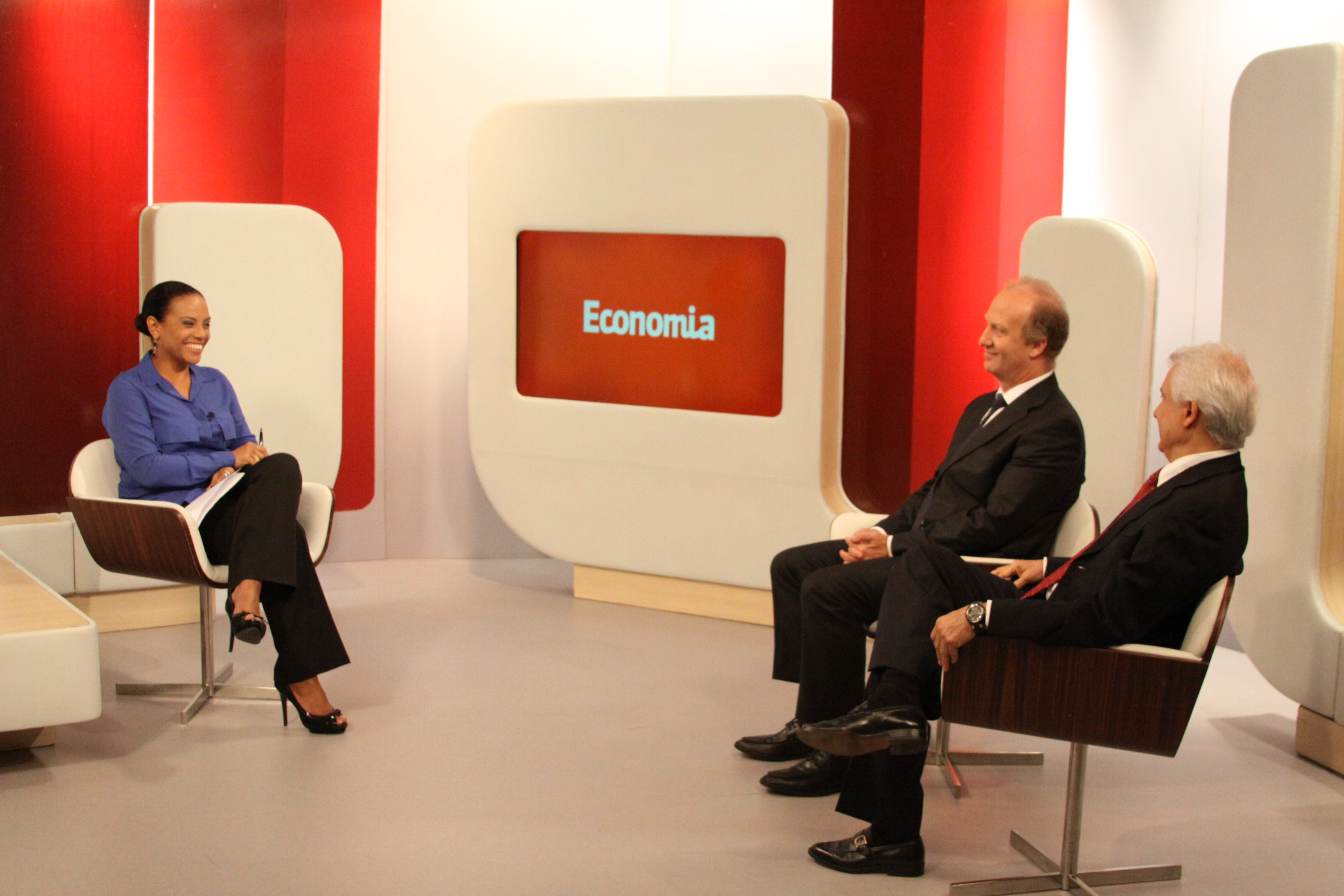
Flávia Oliveira apresentando o GloboNews Economia

Flávia Oliveira foi criada no bairro de Irajá, na Zona Norte carioca. É técnica em estatística pela Escola Nacional de Ciências Estatísticas (Ence) e formou-se em jornalismo no Instituto de Artes e Comunicação Social (IACS) da Universidade Federal Fluminense (UFF).

## Carreira
Flávia iniciou sua carreira em 1992, como repórter do Jornal do Commercio. Depois foi para o jornal O Globo, onde trabalhou como repórter de economia de 1994 a 2000, como editora de suplementos especiais de 2001 a 2005 e passou a produzir a coluna Negócios & Cia a partir de agosto de 2006. Desde 2009, é também uma das comentaristas fixas do programa Estúdio i, do canal por assinatura GloboNews, onde comenta sobre economia, política e cultura. Em abril de 2011 passou a ser também comentarista de finanças pessoais e economia doméstica nos programas Bom Dia Rio e RJTV, da Globo Rio, função que exerceu até a segunda metade da década de 2010. 
É colunista do jornal O Globo e comentarista dos programas Em Pauta e Jornal das Dez, todos da GloboNews; além da Rádio CBN. Desde 2019, atua como host do podcast Angu de Grilo, já indicado para o prêmio MTV Miaw, com sua filha, a também jornalista Isabela Reis.

## Prêmios
No ano de 2001, recebeu os prêmios Esso de Jornalismo, na categoria Melhor Contribuição à Imprensa, por uma série de reportagens chamada Retratos do Rio; em 2002 recebeu os prêmios Fiat Allis de Jornalismo Econômico, Ayrton Senna e Imprensa Embratel, pelo seu trabalho no caderno Pirataria S/A, junto com Nelson Vasconcelos. Em 2003, recebeu o prêmio Imprensa Embratel, pelo seu trabalho no caderno Exclusão Digital, também junto com Vasconcelos. No mesmo ano, a Federação Internacional de Jornalistas (FIJ) concedeu à jornalista o Prêmio Jornalismo para Tolerância, por seu trabalho como coeditora do suplemento A Cor do Brasil, no jornal O Globo. Ainda em 2003, recebeu o Prêmio Elizabeth Neuffer da Associação dos Correspondentes da ONU, por uma série de reportagens sobre desenvolvimento humano junto com a também jornalista Luciana Rodrigues.
Em novembro de 2023, foi condecorada com o grau Oficial da Ordem de Rio Branco.